# Anapa (maják)
Maják Anapa (rusky: Анапский маяк) stojí na mysu Anapa v Černém moři v Krasnodarském kraji v Rusku.

## Historie
Zahájení výstavby majáku bylo 14. července 1898. Stavbu vedl stavební inženýr Evstignějev. 20. října 1909 se maják rozsvítil. Maják tvořila hranolová věž na čtvercovém půdorysu přisazená k dvoupatrové obytné budově. Maják byl bílý, zdrojem světla byla naftová lampa ve výšce 40 m n. m. Maják byl zničen v roce 1943.
V roce 1955 byl postaven nový maják.

## Popis
Zděná osmiboká věž vysoká 21 m zakončená ochozem a lucernou. Bílá věž má tři černé horizontální pruhy pouze na straně od moře.

## Data
- výška věže 21 m, světelný zdroj 43 m n. m.
- dva záblesky červeného světla v intervalu 15 s (3s zapnuto, 3 s pauza, 3 s zapnuto, 6 s pauza)
- dosvit 34,28 km

označení:
- ARLHS ERU-295
- Admiralty N5618
- NGA 18944